# كيفن كونز
كيفن كونز (بالألمانية: Kevin Kunz)‏ هو لاعب كرة قدم ألماني، ولد في 22 يناير 1992 في Neckargartach ‏ في ألمانيا. لعب مع كيمنتزر.

## وصلات خارجية
- كيفن كونز على موقع قاعدة بيانات كرة القدم.إي يو (الإنجليزية)
- كيفن كونز على موقع بيانات كرة القدم. دي إي (الألمانية)
- كيفن كونز على موقع Soccerway.com (الإنجليزية)
- كيفن كونز على موقع عالم كرة القدم.نت (الإنجليزية)